# Maha Al-Bargouthi
Maha Al-Bargouthi, född 23 februari 1962 i Amman, död där 6 december 2022, var en jordansk paraidrottare som tävlade i friidrott och bordtennis.
Al-Bargouthi insjuknade i polio som liten och satt i rullstol. Hon började spela bordtennis som 17-åring men tävlade också i friidrott. År 1984 deltog hon i föregångaren till de paralympiska spelen i Stoke Mandeville, där hon vann en silvermedalj i kulstötning, och år 1995 slog hon världsrekord på 200 meter vid tävlingar i Berlin.
Al-Bargouthi har deltagit i de paralympiska spelen vid fem tillfällen från 2000 till 2016 och vann Jordaniens första paralympiska guldmedalj vid de paralympiska sommarspelen 2000 i Sydney.
Hon avslutade idrottskarriären år 2017 och utsågs till generalsekreterare för Jordaniens paralympiska kommitté.